# Eddie Thoneick
Eddie Thoneick es un disc jockey y productor alemán. Incursiona en géneros como el house vocal y electro.

## Carrera musical
En 1993, Eddie Thoneick comenzó su carrera como DJ en Tribehouse en Neuss, Alemania, quien desde 1993 hasta 1998, trabajo con djs como Sven Väth, Sasha, Andry Nalin, Mike Lovechild, Natural Born Grooves y muchos más. En 1998 se convirtió en  DJ residente de Decadance-Penthouse-Club (DPC) y en Flamingo-Club.
Hizo su impactó en la escena musical en 2006, con la versión de «Love Sensation» coproducida con Kurd Maverick (cover de la cantante de disco soul, Loleatta Holloway, del año 1980. Originalmente fue lanzado como bootleg con las voces de Holloway, pero tuvo que ser revocalizado por Ann Bailey, luego de que Salsoul Records le negara el permiso para usar los vocales originales) llegando al número 39 de la lista de sencillos del Reino Unido. Ésta pista llamó la atención de grandes referentes de la escena dance, como el caso de Deep Dish, David Guetta, Axwell, Erick Morillo, Pete Tong y Joachim Garraud. En 2007, junto a la cantante Berget Lewis, lanzan el sencillo «Deeper Love», (reversión del clásico de C+C Music Factory).
En agosto del mismo año, la emisora francesa Radio FG, cedió a Eddie su propio espacio semanal en horas de mayor audiencia. La música de Eddie, llegaría de este modo, a oídos de millones de oyentes.
Importantes demandas de remixes de artistas de la talla de Moby, Fedde le Grand, Sebastian Ingrosso & Steve Angello, David Guetta, entre otros, llamaron a su puerta para obtener el sonido de Thoneick en sus producciones.
Fue en plena progresión de su carrera cuando Eddie crea su propio sello discográfico "TONIK-Rcrdngs", que cuenta con sus propias producciones, además de una creciente colección de talentos como Kurd Maverick, David Tort, D.O.N.S., DBN, o Joachim Garraud.
En 2009, lanzó «Don't Let Me Down», con las voces de Michael Feiner, con un estilo enérgico y le introduce elementos de música disco, rave, y electro bien combinado con el house vocal. En este mismo año, lanzó "Perfect Moment" en colaboración con los productores alemanes Francesco Diaz & Young Rebels, y contó con las voces de la inglesa Cozi Costi, el cual fue incluido en varios compilados de música dance.
Desde 2010, Eddie colabora con frecuencia con el referente de Subliminal Records, Erick Morillo, con el que produjeron clásicos tales como "Live Your Life" [2010] y "Stronger" [2011] (junto a la experimentada vocalista de música house, Shawnee Taylor) y "Nothing Better" [2010] (junto a Shena).
Además de su trabajo como productor musical y DJ, Eddie se desempeña desde 2006 como dentista.

## Discografía

### Singles y EP
- 2003: "Hurt"
- 2004: Eddie Thoneick Presents Elements – "House That Body"
- 2004: "Burnin"
- 2004: "Everybody"
- 2005: "The Anthem"
- 2005: "Piano" (Vs. DJ Antoine)
- 2005: "My Body's Burning" (vs. Tom Vega)
- 2005: "Release The Tension"
- 2006: Eddie Thoneick & Kurd Maverick – "Love Sensation" (R.U: #39 / FRA: #66 / HOL: #58 / ALE: #89 / FIN: #19)
- 2006: "Deeper Love" (Feat. Berget Lewis)
- 2007: "If Only" (Pres. Female Deejays Feat. Chelonis R. Jones)
- 2007: "Forgiveness" (Feat. Berget Lewis)
- 2007: "Together As One" (Feat. Bonse)
- 2008: "Hi 'N' Bye" (Feat. Till West vs. Alexandra Prince) (NED: #41)
- 2008: "I Wanna Freak U" (Feat. Shean Williams) (NED: #60)
- 2008: "Whatcha Want"
- 2009: "Don't Let Me Down" (Feat. Michael Feiner)
- 2009: "Love Under Pressure" (Featuring Andy P.)
- 2009: "Perfect Moment" (with Francesco Diaz & Young Rebels Feat. Cozi)
- 2009: "In My Head" (Feat. Shermanology)
- 2010: "Funk" [Subliminal]
- 2010: "Release" (Bingo Players Remix Feat. Terri B)
- 2010: Erick Morillo & Eddie Thoneick feat. Shawnee Taylor – "Live Your Life" [Subliminal]
- 2010: Erick Morillo & Eddie Thoneick feat. Shena – "Nothing Better" [Subliminal]
- 2011: Erick Morillo & Eddie Thoneick feat. Shawnee Taylor – "Stronger" [Subliminal]
- 2012: Erick Morillo & Eddie Thoneick feat. Skin – "If This Ain't Love" [Subliminal]
- 2012: Eddie Thoneick & Norman Doray – "Celsius" [Size Records]
- 2012: "One Good Reason" [Zeitgeist]
- 2014: Eddie Thoneick & Abel Ramos feat. James Walsh – "Love Will Never Let You Down" [Size Records]
- 2015: Eddie Thoneick - Solar (Deniz Koyu Mix) [Axtone Records]
- 2015: "All Over the World" [Sosumi]
- 2016: "Feel the Soul" [Staar Traxx]
- 2016: Kryder & Eddie Thoneick – "The Chant" [Cartel Music]
- 2016: Snakes & Daggers EP [Cartel Music]
  - "Guinea"
  - "The Snake"
- 2016: Erick Morillo vs Eddie Thoneick feat. Angel Taylor – "Lost in You" [Subliminal]
- 2016: Eddie Thoneick and Kryder feat. John Julius Knight and Roland Clark – "House Music" [Subliminal]
- 2016: Sunnery James & Ryan Marciano and Eddie Thoneick – "Drums of Tobago" [Armada Music]

### Remixes
2003:
- Neil Rumney – Do It Yourself

2004:
- Alex Gaudino Feat. Crystal Waters – Magic Destination (Eddie Thoneick's Magnifique Mix)

2005:
- DJ Antoine feat. MC Roby Rob – The Roof (Is On Fire) (Eddie Thoneick's Rescue Mix / Burnin Up Mix)
- Tom Neville Feat. Jellybone – Buzz Junkie (Eddie Thoneick's Addicted Mix)
- Soul Avengerz – Love You Feel
- Steve Angello & Sebastian Ingrosso present Mode Hookers – Breathe
- Junior Jack & Kid Crème Pres. Private Tools – Tool #2
- DJ Peter Presta Feat. Bonse – Totally Hooked (Eddie Thoneick's Sunstroke Mix)
- Red Hot Dutch pres. Matt Hughes –  You're One Of Us
- Erasmo & Funky Junction Feat. Surge Sonic –  Reaching High

2006:
- Sugartape – Summerdaze (Eddie Thoneick Dub)
- Eddie Thoneick & Kurd Maverick – Love Sensation 2006 (Eddie Thoneick's Sensation Mix / Nu Tribe Dub)
- Roger Sanchez Feat. Katherine Ellis & Lisa Pure – Lost
- Milk & Sugar Presents MS2 – Stay Around (For This)
- Tune Brothers – Serenata
- Yves Larock vs. Discokidz – Something On Your Mind
- Housemates – Without You (Eddie Thoneick Shake Is Out Mix)
- Reina – On My Own
- Bob Sinclar – Everybody Movin' (Eddie Thoneick & Kurd Maverick Remix)
- DJ Mike Cruz Pres. Inaya Day & Chyna Ro – Movin' Up (Eddie Thoneick's Dynamik Mix)
- Ben Macklin Feat. Tiger Lily – Feel Together

2007:
- De Souza Feat. Shena – Guilty
- DJ Antoine vs Mad Mark – Neverending Search
- David Guetta & Chris Willis – Love Is Gone (Eddie Thoneick's Liberte Mix / Ruff Mix)
- Ida Corr vs. Fedde Le Grand – Let Me Think About It
- Prezioso & Marvin – Touch Me
- Soul Flava Feat. Corey Andrew – Music Will Make Everything Alright
- Bob Sinclar & Steve Edwards – Together

2008:
- Thomas Gold, Francesco Diaz & Young Rebels – Open Sesame (Eddie Thoneick & Jens Maigold Remix)
- Play Paul & Denis Naidanow – All Mine
- Joachim Garraud & Nino Anthony Feat. Chynna Paige – I Will Love You Anyway
- Carl Kennedy Feat. Lisa Pure – The Love You Bring Me
- Moby – Disco Lies
- Ivana Trump Feat. Rossano Rubicondi – Amore Mio, Secret Love (DJ Antoine Vs Eddie Thoneick Mix)
- Female Deejays Feat. Azin – Memories

2009:
- Veerus & Maxie Devine – Mouses Ate My Proteins
- Todd Terry Feat. Tara McDonald –  Play On
- Jeanette – Undress to the Beat
- TV Rock & Luke Chable – Happiness (I'm Hurting Inside)
- Armand Van Helden – Witch Doktor
- No Angels – Welcome To The Dance

2010:
- Dohr & Mangold Feat. Corey Andrew – Love No Pride (Eddie Thoneick Thrills 'N' Skills Mix)
- Kurd Maverick – Shine a Light
- Placebo – Bright Lights

2011:
- Moby – The Day

2013:
- Cash Cash – Take Me Home

2016:
- Shorty – Vazilando (Kryder & Eddie Thoneick Remix)

### Bootlegs
- Dirty South vs RHCP - We Are California (Eddie Thoneick Bootleg)
- Deep Dish vs. Tears 4 Fears - Flash, Dance, Shout (Eddie Thoneick Bootleg).
- Temper Traps - Eurhythmic Disposition (Eddie Thoneick Bootleg).
- Eddie Thoneick vs. Swedish House Mafia - Leave The World Under Pressure (Eddie Thoneick Bootleg).
- Swedish House Mafia vs. Sandy B - You Make My World Go 2 Ibiza (Eddie Thoneick Bootleg).
- Axwell & Bob Sinclar - What A Wonderful World (Eddie Thoneick Bootleg Mix).
- Cygnus X vs Kings of Tomorrow - Finally Superstring (Eddie Thoneick Bootleg).
- David Tort, Thomas Gold & David Gausa vs. Planet Funk - Chasing Areena (Eddie Thoneick Bootleg).
- Sandro Silva vs Ultra Naté - Only You can be Free (Eddie Thoneick Bootleg).
- Diddy-Dirty Money - Hello Good Morning (Erick Morillo & Eddie Thoneick Bootleg Mix).
- Phil Green & Shokk Vs Oasis - Fascination Wonderwall (Eddie Thoneick Bootleg).
- Avesta vs Adele - "Rolling in Dutchano" (Eddie Thoneick Bootleg).
- Michael Woods - "First Aid Matters" (Eddie Thoneick Vocal Bootleg).
- Cassius - "Sound of Violence" (Eddie Thoneick Anthem Mix).